# Batalla del Desè Mil·liari
La batalla del Desè Mil·liari fou un fet d'armes esdevingut el 13 de setembre del 533 a la plana de Sidi Fathallah on actualment hi ha la ciutat tunisiana de Ben Arous, en la qual el general romà d'Orient Belisari va derrotar els vàndals liderats per Gelimer.

## Antecedents
Durant els problemes de l'Imperi Romà d'Occident durant el segle v, la tribu dels vàndals, juntament amb la dels alans s'havien establert a la península Ibèrica. El 429, el rei vàndal Genseric, convidat per Bonifaci d'Àfrica creuà l'estret de Gibraltar amb el seu poble al nord d'Àfrica romà. Amb les forces romanes molt afeblides per la revolta de Bonifaci d'Àfrica i la seva mort el 432, els vàndals foren lliures de fer-se càrrec de la província. En 439 Cartago va caure, i durant els següents 20 anys Geiseric no només va conquerir les províncies romanes de la diòcesi d'Àfrica, sinó també va regnar sobre Sicília, Sardenya, Còrsega i les Illes Balears, que va conquerir amb l'ajuda d'una poderosa flota. Els vàndals van ser arrians fanàtics i van seguir una política de separació i persecució dels catòlics.
Durant les dècades següents, les expertes flotes vàndales van dominar tot el Mediterrani, saquejant Roma i derrotant el 468 una força d'invasió de l'emperador romà d'Orient Basilisc.
La incapacitat dels romans per llançar una campanya contra el Regne Vàndal va resultar en un període de relacions pacífiques, malgrat les tensions ocasionals, d'acord amb els termes de la pau perpètua de 476.
La situació va canviar quan Justinià I, que aspirava a recuperar la pèrdua de les províncies occidentals, va ascendir al tron imperial i va iniciar la guerra Ibèrica amb els perses, mentre a Cartago Hilderic havia establert estretes relacions amb l'Imperi Romà d'Orient, però aquesta política va suscitar oposició entre els vàndals, que fou derrocat el 530 pel seu cosí Gelimer. Justinià va aprofitar l'oportunitat, exigint la restauració d'Hilderic a la que Gelimer es negà, i restaurada la pau a l'Orient el 532, va començar a preparar una força d'invasió.
Ad Decimum (‘al desè [mil·liari]’), era simplement un marcador al llarg de la costa mediterrània 16 km al sud de Cartago. Gelimer, amb 11.000 homes sota el seu comandament, va saber de l'avanç de Belisari amb un exèrcit de 15.000 homes i va optar per prendre una posició forta en el camí a Cartago, a prop del lloc de marcador.

## Ordre de batalla
Gelimer va dividir les seves forces, enviant 2.000 homes dirigits pel seu nebot Gibamund a través d'una salina per intentar flanquejar Belisari, que avançava en estretes columnes al llarg de la carretera. Una altra força vàndala, comandada per Ammatas, germà de Gelimer, fou assignada per iniciar una acció prop d'un congost. Si tot hagués funcionat bé, les força principal de Gelimer d'uns 7.000 homes seguiria a Gibamund hauria de caure sobre el flanc esquerre romà i tallar la seva retirada.

## Batalla
Gibamund no va complir la seva missió, car uns 600 mercenaris huns a cavall van reduir els atacants i el comandant fou mort. Ammatas tampoc va tenir èxit doncs va arribar al congost mentre els seus homes eren encara al llarg del camí de Cartago, i també va morir, i els romans van perseguir els seus homes fins a les portes de Cartago.
La força principal de Gelimer, va infligir greus baixes en les tropes de Belisari a la carretera principal. La cavalleria romana d'Orient fou trencada pels vàndals, tot i que eren majors en nombre i semblava que els vàndals havien de guanyar la batalla però quan Gelimer va arribar a la posició d'Ammatas i va descobrir que el seu germà havia mort, la desesperació li va impedir donar una ordre d'assalt més, que probablement hauria destruït l'exèrcit romà d'Orient i atacar els huns i els romans que avançaven cap a Cartago després de derrotar Ammatas i Gibamund.
Mentre Gelimer enterrava al seu germà al camp de batalla es va fer un atac indecís, que va donar un respir a Belisari, que va poder reagrupar les seves forces al sud i llançar un contraatac, que va fer retirar als vàndals i Gelimer es va veure obligat a abandonar Cartago.

## Conseqüències
Belisari va acampar a prop del lloc de la batalla, sense voler ser massa prop de la ciutat de nit. L'endemà van entrar a la ciutat, ordenant als seus homes a no matar ni esclavitzar a la població com era la pràctica normal en el moment, atès que va establir que eren ciutadans romans en domini vàndal. Van trobar les portes de la ciutat obertes, i l'exèrcit va ser ben rebut. Belisari va anar directament al palau i es va asseure al tron del rei vàndal. Després es va dedicar a la reconstrucció de les fortificacions de la ciutat, i la seva flota es van refugiar en el llac de Tunísia, a vuit quilòmetres al sud de Cartago.
Aquesta batalla i els esdeveniments en l'any següent, a vegades conjuntament denominat la batalla de Cartago, una de diverses batalles per dur aquest nom. La victòria va marcar el començament de la fi per als vàndals i va començar la reconquesta de l'oest sota l'emperador Justinià I. Després d'una segona derrota en la batalla de Tricamàrum més endavant, l'Imperi va guanyar la guerra i el Regne Vàndal es va acabar.